# Zaciąg towarzyski

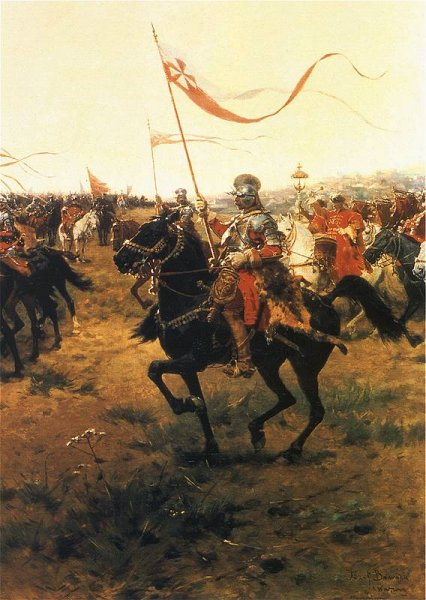
Towarzysz husarski.

Zaciąg towarzyski – system werbunku, stosowany w Polsce w wojskach narodowego autoramentu.
Polegał na wystawieniu listu przypowiedniego dla rotmistrza, który sam dobierał sobie żołnierzy (towarzyszy), z reguły należących do stanu szlacheckiego. Każdy z towarzyszy miał obowiązek wystawienia pocztu, złożonego z kilku-kilkunastu koni i żołnierzy (pocztowych) oraz sług.
Żołd wypłacano "ćwierciami", czyli kwartalnie, tylko towarzyszom, oni natomiast regulowali swoje zobowiązania wobec pocztu.
Formacje zaciągane towarzysko:
- Husaria
- Pancerni
- Jazda kozacka
- Petyhorcy
- Jazda tatarska
- Jazda wołoska
- Piechota węgierska
- Piechota polsko-węgierska
- Piechota polska